# Augustin Verdure
Augustin Joseph Verdure (Remilly-Wirquin, 5 marzo 1825 – Nuova Caledonia, 28 aprile 1873) è stato un insegnante e attivista francese.
Fu una personalità della Comune di Parigi.

## Biografia
Insegnante elementare, sposato nel 1851, con un figlio, Verdure era massone e le sue idee repubblicane gli costarono il posto di lavoro sotto il Secondo Impero. Fu allora assunto come contabile nel giornale La Marseilleise di Henri Rochefort.
Alla proclamazione della Repubblica, nel 1870, aderì alla Prima Internazionale e frequentò i club rivoluzionari di Parigi. Il 26 marzo 1871 fu eletto al Consiglio della Comune dall'XI arrondissement e fu membro della Commissione istruzione. Il 1º maggio votò per la creazione del Comitato di Salute pubblica.
Fu arrestato dai versagliesi durante la Settimana di sangue. Il 2 settembre la corte marziale di Versailles lo condannò alla deportazione in un luogo fortificato della penisola Ducos, nella Nuova Caledonia. Qui chiese di aprire una scuola ma gli fu negato il permesso, e si lasciò morire.